# ماه کامل در آب آبی
ماه کامل در آب آبی (به انگلیسی: Full Moon in Blue Water) یک فیلم سینمایی آمریکایی محصول سال ۱۹۸۸ میلادی به کارگردانی پیتر مسترسن است. بازیگران اصلی این فیلم جین هکمن و تری گار هستند.